# Sheldon (Texas)
Sheldon è un census-designated place degli Stati Uniti d'America situato nella contea di Harris dello Stato del Texas.
La popolazione di questa comunità rurale era di 1.990 persone al censimento del 2010.

## Geografia fisica
Sheldon è situata a 29°51′38″N 95°08′02″W (29.860569, -95.133801), nel nord-est della contea di Harris, lungo la U.S. Highway 90 e la Texas and New Orleans Railroad e ad est dell'area della Sheldon Reservoir and Wildlife Management Area, 17 miglia (27 chilometri) a nord est di Houston.
Secondo lo United States Census Bureau, ha un'area totale di 2,6 miglia quadrate (6,7 km²).

## Società

### Evoluzione demografica
Secondo il censimento del 2000, c'erano 1.831 persone, 546 nuclei familiari e 447 famiglie residenti nella città. La densità di popolazione era di 709,0 persone per miglio quadrato (274,0/km²). C'erano 600 unità abitative a una densità media di 232,3 per miglio quadrato (89,8/km²). La composizione etnica della città era formata dal 78,92% di bianchi, il 2,73% di afroamericani, lo 0,76% di nativi americani, lo 0,05% di asiatici, il 14,64% di altre razze, e il 2,89% di due o più etnie. Ispanici o latinos di qualunque razza erano il 34,68% della popolazione.
C'erano 546 nuclei familiari di cui il 46,5% aveva figli di età inferiore ai 18 anni, il 60,1% aveva coppie sposate conviventi, il 14,8% aveva un capofamiglia femmina senza marito, e il 18,1% erano non-famiglie. Il 13,7% di tutti i nuclei familiari erano individuali e il 3,3% aveva componenti con un'età di 65 anni o più che vivevano da soli. Il numero di componenti medio di un nucleo familiare era di 3,35 e quello di una famiglia era di 3,61.
La popolazione era composta dal 34,6% di persone sotto i 18 anni, il 9,4% di persone dai 18 ai 24 anni, il 31,9% di persone dai 25 ai 44 anni, il 18,2% di persone dai 45 ai 64 anni, e il 5,8% di persone di 65 anni o più. L'età media era di 28 anni. Per ogni 100 femmine c'erano 103,7 maschi. Per ogni 100 femmine dai 18 anni in giù, c'erano 100,8 maschi.
Il reddito medio di un nucleo familiare era di 42.981 dollari e quello di una famiglia era di 45.219 dollari. I maschi avevano un reddito medio di 31.071 dollari contro i 26.599 dollari delle femmine. Il reddito pro capite era di 15.309 dollari. Circa il 9,0% delle famiglie e l'11,7% della popolazione erano sotto la soglia di povertà, incluso il 15,3% di persone sotto i 18 anni e il 4,2% di persone di 65 anni o più.